# Paraxestocis unicornis
Paraxestocis unicornis là một loài bọ cánh cứng trong họ Ciidae. Loài này được Miyatake miêu tả khoa học năm 1954.